# Woodbury, New Jersey
Woodbury är administrativ huvudort i Gloucester County i New Jersey. Vid 2010 års folkräkning hade Woodbury 10 174 invånare.

## Kända personer från Woodbury
- Roscoe Lee Browne, skådespelare
- Robert C. Hendrickson, politiker
- J. Hampton Moore, politiker
- David Ogden Watkins, politiker